# Kondor Ernő
Kondor Ernő, Kohn Ernő (Balassagyarmat, 1881. március 26. – Budapest, 1951. március 17.) magyar színész, kabaréigazgató, nótaszerző. Leginkább hallgató típusú dalairól ismert.

## Életútja

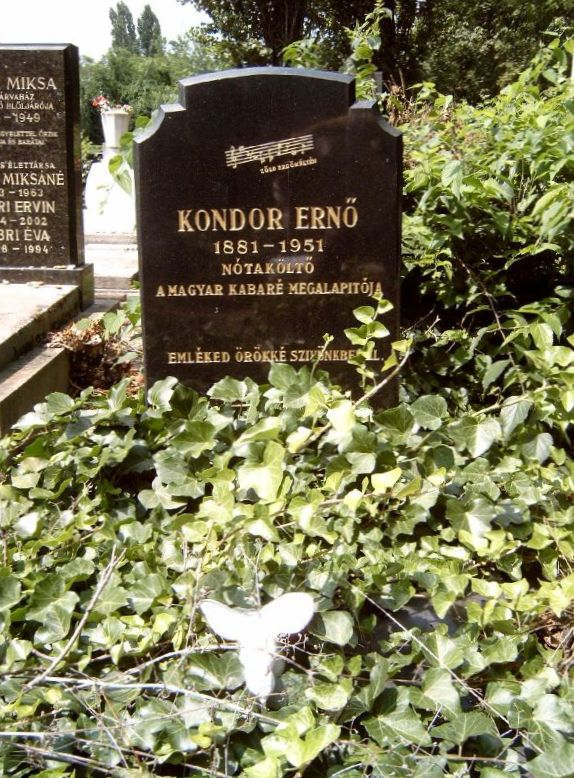
Kondor Ernő sírja Budapesten. Kozma utcai izraelita temető: 1C-6

Kohn Hermann (Ármin) és Klein Júlia fiaként született. Pályáját banktisztviselőként kezdte. 1904-ben elvégezte az Országos Színészegyesület Színészképző Iskoláját, majd színpadon játszott Aradon, Debrecenben és Kassán. Rövid ideig Párizsban is élt.
1907. augusztus 13-án Budapesten házasságot kötött Dinjesy Juliannával, Dinjesy János és Király Anna leányával, akitől 1910-ben elvált.
1907-ben váratlanul pénzhez jutott egy örökség révén. Ez tette lehetővé, hogy saját kabarészínházat rendezzen be Budapesten a Teréz körút 28. alatt egy boltban Fővárosi Cabaret Bonbonniere néven. A megnyitót Molnár Ferenc írta és Somlay Artúr mondta el, Szép Ernő mondott csípős élceket, Nyárai Antal énekelt kuplékat, az igazgató pedig Nagy Endre volt. A vállalkozás nem volt túl sikeres, egy hónap után bezárt. Kondor ezután Nagyváradon vállalt munkát: virtuóz hegedőműveket adott elő a Zöldfa passage-ban.
1910-ben egy amerikai hanglemezkiadó pályázatára írta a Vén cigány című dalát, amellyel 5000 dolláros díjat nyert. A dalt húsz nyelvre fordították le. Magyarországon a Metafon-Record kiadóvállalat lemezén adták ki.
1917. október 3-án Budapesten a Terézvárosban feleségül vette a nála 16 évvel fiatalabb Szederkényi Etelka Katalint, Schuszter Ádám és Gönczy Terézia lányát, azonban 1919-ben tőle is elvált.
1930. június 19-én Berlinben újra megnősült, feleségül vette Wald Herta Lujza Margit háztartásbelit.
A második világháború alatt lemezeit betiltották. Ettől kezdve egészen 1951-ben bekövetkezett haláláig nagy szegénységben, töltőtolljavítóként élt. Halálát tüdőgümókór, szívgyengeség okozta. Sírja a Kozma utcai izraelita temetőben található (1C-6).

## Szerzeményei
- A házasság mai napság (1909, Első Magyar Hanglemez Gyár)
- Asztalomon badacsonyi[13]
- Amikor a levél lehull
- A vén cigány (Zöld erdő mélyén…)[14] Giovanni Martinelli 1931-ben filmre énekelte a Cigánykaraván című film számára[15]
- Az én öreg édesanyám
- Csak egy árva, sebzett madár
- Csel csal csárdás (lassú, 1913)
- Csendes már a falu, alusznak a lányok
- Csipkés az én selyem szoknyám
- De kár olyan legényért
- De szeretnék az én régi kisfalumba visszatérni
- Egy, kettő, három, négy
- Egyszer régen (1914, hallgató)
- Elsiratom néha-néha magát
- Erzsike édes, csacsogjon nékem
- Fekete a felhő
- Galambpostán megy a levél
- Hajnal előtt is, hajnal után is (1913)
- Kecskebéka felmászott a fűzfára[16]
- Kertes ház, benne egy nyíló rózsa
- Komédiás
- Lámpafény
- Lehullott a csillogó hó
- Messze futó országutak
- Nem vagyok én olyan fábul faragva
- Rózsi néni
- Sárika kis szentem
- Tombolj, vihar, tépd a fákat
- Tudom, hogy könnyű lesz a búcsú
- Udvarunkban öreg hársfa
- Van egy lombos, árnyas utca
- Van nekem egy gerlicém
- Vendég a bivalyosban (Gózon Gyula)
- Virágos csákó[17][18]
- Zokogva sír az őszi szél
- Zeng a muzsika egy kis házban
- Zöld ablakos kicsi ház
- Zöldbe borult nyár elején

Szerzeményei könyv formájában és CD lemezen is megjelentek